# Сиера да Ищрела
Сиера да Ищрела или Сиера да Ещрела (на португалски: Sierra da Estrella) е планински масив в Португалия, крайна западна съставна част на Кастилските планини (Централна Кордилера).
Простира се на 80 km от югозапад на североизток, ширина до 25 km, между долините на реките Зезери (десен приток на Тежу на югоизток и Мондегу (влива се в Атлантическия океан) на северозапад. В масива се издига връх Ищрела (1991 m) – най-високата точка на континенталната част на Португалия.
Целият масив представлява приповдигната западна периферия на платото Месета. Върховете имат плавни и заоблени очертания, склоновете са стръмни, силно разчленени от дълбоки речни долини. От най-високата част водят началото си реките Зезери и Мондегу. Обрасли са със средиземноморска храстова и горска растителност.
В района на град Панашкейра се разработва находище на волфрам, близо до Гуарда – на уран и калай.
- Сиера да Ищрела - Serra da Estrela